# Prost AP02
La Prost AP02 è una vettura di Formula 1, con cui la scuderia francese affrontò il campionato 1999.

## Stagione
Vennero confermati i piloti della stagione precedente, Olivier Panis e Jarno Trulli. La monoposto dimostrò di avere un discreto potenziale sia in qualifica che in gara, grazie a un nuovo motore Peugeot, migliore dell'anno prima, e soprattutto grazie a un'aerodinamica rivoluzionata, caratterizzata soprattutto dalle pance "sagomate" in corrispondenza delle prese d'aria.

I risultati furono spesso compromessi da guasti meccanici o incidenti, ma i due piloti riuscirono comunque ad andare a punti in varie occasioni: in Australia Trulli riuscì a risalire fino alla 3ª posizione prima di ritirarsi per un incidente con Marc Gené; in Brasile arrivò il primo punto grazie al 6º posto di Panis, risultato replicato dal francese a Hockenheim e dall'italiano in Spagna. I due piloti poi arrivarono a traguardo molto vicini alla zona punti anche a Monaco, in Francia e in Austria.

La svolta arrivò tuttavia nel Gran Premio d'Europa dove Trulli, grazie a numerosi ritiri degli avversari, ma anche a una strategia azzeccata, riuscì a conquistare un preziosissimo 2º posto, riportando la Prost sul podio dopo oltre due anni di assenza (dal GP di Spagna 1997).
A Suzuka infine Panis riuscì a rimanere saldamente in terza posizione per 18 giri prima di essere fermato da noie all'alternatore.

Il francese fu anche autore di alcuni buoni acuti in qualifica, segnando il 3º tempo in Francia, il 5° al Nürburgring e il 6º in Giappone. 
La stagione si chiuse abbastanza bene, con il 7º posto in classifica e un bottino di 9 punti conquistati.

## Risultati completi in Formula 1
| Anno | Team             | Motore              | Gomme | Piloti |     |     |     |     |     |     |   |    |    |     |    |    |     |   |     |     | Punti | Pos. |
| ---- | ---------------- | ------------------- | ----- | ------ | --- | --- | --- | --- | --- | --- | - | -- | -- | --- | -- | -- | --- | - | --- | --- | ----- | ---- |
| 1999 | Prost Grand Prix | Peugeot A18 3.0 V10 | B     | Panis  | Rit | 6   | Rit | Rit | Rit | 9   | 8 | 13 | 10 | 6   | 10 | 13 | 11  | 9 | Rit | Rit | 9     | 7º   |
| 1999 | Prost Grand Prix | Peugeot A18 3.0 V10 | B     | Trulli | Rit | Rit | Rit | 7   | 6   | Rit | 7 | 9  | 7  | Rit | 8  | 12 | Rit | 2 | Rit | Rit | 9     | 7º   |